# Linyphantes pualla
Linyphantes pualla là một loài nhện trong họ Linyphiidae.
Loài này thuộc chi Linyphantes. Linyphantes pualla được Ralph Vary Chamberlin & Wilton Ivie miêu tả năm 1942.